# Ånge (Gemeinde)
Koordinaten: 62° 32′ N, 15° 39′ O

Ånge ist eine Gemeinde (schwedisch kommun) in der schwedischen Provinz Västernorrlands län und den historischen Provinzen Medelpad und Jämtland. Der Hauptort der Gemeinde ist Ånge.
Weitere Ortschaften sind Alby, Erikslund, Fränsta, Ljungaverk, Torpshammar, Östavall und andere kleine Dörfer. In der Gemeinde kreuzen sich zwei wichtige Eisenbahnlinien des Landes, die Norra stambanan und die Bahnstrecke Sundsvall–Storlien (Mittbanan).

## Geographie
Die Gemeinde Ånge erstreckt sich im Inland von Medelpad ungefähr 100 Kilometer längs des Flusses Ljungan von Westen nach Osten. Das Zentrum bildet das breite Tal des Ljungan, der im westlichen Teil eine Reihe von Seen bildet. Das Tal ist an beiden Seiten von steilem Hügelland umgeben. Das Hügelland ist karg, bewaldet, seenreich und wird von tief eingeschnittenen Zuflüssen des Ljungan durchzogen.

## Wirtschaft
In der Gemeinde dominiert der Dienstleistungsbereich. Größte Arbeitgeber sind die Gemeinde selbst sowie die Bahn. Früher zählte auch die Post, die in Ånge ein größeres Verteilerzentrum betrieb, das Anfang 2012 geschlossen wurde, zu den größten Arbeitgebern in Ånge. Industrie, die weniger als 20 Prozent der Erwerbstätigen beschäftigt, konzentriert sich auf die Orte Alby und Ljungaverk.

## Sehenswürdigkeiten
13 Kilometer östlich von Ånge liegt Borgsjö, dessen Rokoko-Kirche weit bekannt ist. Die Kirche aus dem 18. Jahrhundert und deren Einrichtung sind unverändert erhalten.
In der Gemeinde Ånge befindet sich auch der geografische Mittelpunkt Schwedens.

## Orte
Diese Orte sind größere Ortschaften (tätorter):
- Ånge
- Alby
- Fränsta
- Ljungaverk
- Östavall
- Torpshammar